# Бензоїнова конденсація

Загальна схема бензонової конденсації.

Бензої́нова конденса́ція (англ. benzoin addition) — реакція приєднання двох молекул альдегідів з утворенням α-оксикетону (ацилоїну). Є одним з основних методів одержання ацилоїнів. Реагентами в бензоїновій конденсації виступають бензальдегіди (з утворенням бензоїнів), а також гліоксалі {\displaystyle {\ce {RC(O)-CHO}}}.
Бензоїнову конденсацію було відкрито в 1832 році Юстусом фон Лібіхом і Фрідріхом Велером під час досліджень олії гіркого мигдалю. Каталітичний варіант реакції з використанням ціанідів був розроблений через декілька років Ніколаєм Зініним.

## Механізм реакції
Загальноприйнятий механізм бензоїнової конденсації уперше запропонував Артур Лапворт 1903 року:

Механізм у анімованому вигляді:
 Згідно з наведеним вище механізмом, один із реагуючих альдегідів зберігає карбонільну функціональність, у той час, як інший відновлюється до алкоголю. Термінологічно перший альдегід (на схемі це чорна молекула) називають донором, бо він «донорує» атом водню другому альдегіду; відповідно, другий альдегід (червона молекула) називають акцептором. Деякі бензальдегіди можуть виконувати тільки одну з цих функцій, тому можуть бути застосовані тільки в перехресних конденсаціях; наприклад, пара-диметиламінобензальдегід може слугувати лише донором.
Кожен механістичний крок є рівноважним, тому підвищені температури сприяють швидшому перебігу реакції.
Ключовим кроком в бензоїновій конденсації є умполюнґ карбонільної групи альдегіду-донора в результаті утворення нітрилоеноляту. Через це ціанід-іон є унікальним каталізатором в цій реакції, бо він одночасно виконує всі три важливі функції в її механізмі: 1) нуклеофільне приєднання до карбонільної групи; 2) підвищення кислотності альдегідного атома водню за рахунок її електроноакцепторних властивостей; 3) відщеплення після конденсації з альдегідом-акцептором.

## Модифікації
Класична процедура бензоїнової конденсації має певні недоліки:
1. використання токсичних ціанідів;
2. низька енантіоселективність;
3. неможливість гомо-конденсації деяких бензальдегідів.

Останню проблему можна вирішити, якщо альдегід, який може виступати тільки в якості акцептору, додавати до реакції у формі його ціангідрину; в такому випадку, додавання ціаніду не є необхідним.
Високу енантіоселективність бензоїнової конденсації вдалося досягти шляхом каталізу бензоїлформат-декарбоксилазою. Ця реакція також не потребує ціанід-іонів. Однак найвідоміша «безціанідна» бензоїнова конденсація вживає похідні тіаміну — т. зв. «каталізатори Штеттера». За допомогою цього метода можна одержувати ацилоїни загалом. Механізм реакції наведено нижче; його особливістю є властивість похідних тіаміну утворювати N-гетероциклічні карбени, які реагують з альдегідом-донором на кшталт ціанідів. Подальше депротонування призводить до т. зв. інтермедіатів Бреслоу, структуру яких запропонував Рональд Бреслоу 1958 року.